# معميرة (الجوف)
معميره هي إحدى قرى الجمهورية اليمنية. تتبع جغرافيا لمحافظة الجوف و إداريًا لمديرية المتون. يبلغ تعداد سكانها 3450 نسمة حسب الإحصاء الذي أجري عام 2004.